# Arturo Aylwin
Arturo Aylwin Azócar (Valdivia, 12 de agosto de 1927-Santiago, 13 de febrero de 2024) fue un abogado y académico chileno. Se especializó en Derecho Administrativo y se desempeñó como contralor general de la República entre 1997 y 2002.

## Familia
Sus padres fueron Miguel Aylwin Gajardo, abogado y juez que llegó a ser presidente de la Corte Suprema, y Laura Azócar Álvarez. Es en parte de origen galés y vasco. Su familia está conformada por importantes personalidades de la política y el derecho chileno, entre ellos sus hermanos Patricio (presidente de Chile 1990-1994) y Andrés (diputado).
Contrajo matrimonio con Amelia Jofré Martínez, con quien tuvo cuatro hijos: Cristian, Alfonso, Juan Pablo y Pilar.[cita requerida]

## Estudios y carrera profesional
Estudió en la Facultad de Derecho en la Universidad de Chile, y se tituló de abogado el 13 de julio de 1953. Al año siguiente comenzó a trabajar como defensor público en San Bernardo.
En 1957 ingresó a la Contraloría General de la República, donde se desempeñó en la División Jurídica, y posteriormente en los Comités de Tierras y Colonización, Fuerzas Armadas, Administración Financiera y en Temas Generales. En 1967 fue nombrado fiscal, cargo que desempeñó hasta 1995, cuando asumió como subcontralor general. En abril de 1997 fue nombrado contralor general por el presidente Eduardo Frei Ruiz-Tagle, cargo que ocupó hasta agosto de 2002. Desde esa fecha, fue asesor externo técnica en materia municipal y regional de las Comisiones Legislativas del Senado y de la Cámara de Diputados de su país.
En 1992 fue invitado a la celebración del 80.° aniversario de nacimiento de Kim Il-sung en Corea del Norte.